# Éole
Éole je bil prvi zrakoplov, težji od zraka, ki je poletel s pomočjo motorja. Skonstruiral ga je leta 1886 francoski izumitelj in letalski konstruktor Clément Ader.
To letalo, ki je dobilo ime po grškem bogu Eolu, je imelo platnena krila, poganjal pa ga je lahek štirivaljni parni stroj, ki je bil prav tako Aderjeva iznajba in v katerem je kot pogonsko sredstvo uporabil alkohol. Po obliki je na tem letalu opaziti močan vpliv Louisa Mouillarda, po čigar študijah je Ader oblikoval svoje prve leteče stroje. Tako je bil Éole podoben ogromnemu netopirju, ki ga je poganjal velik štirikraki propeler. Skupna masa letala je bila izjemno majhna, saj je tehtalo komaj kakih 300 kg. Ader se je prvi odrekel poskusu poleta z mahajočimi krili, ki posnemajo pticev letu, temveč se je zanašal na aerodinamiko netopirjih kril.
Letalo je pred pričami prvič poletelo 8. oktobra 1890 in doseglo razdaljo 50 m preden je strmoglavilo. Dosegel je višino okrog 20 cm. Majhno razmerje moč/teža parnega stroja je onemogočalo boljše sposobnosti. Pilot tudi ni imel na voljo krmilnega sistema za upravljanje zrakoplova. Nekateri smatrajo ta polet kot prvi polet motornega letala na svetu, čeprav uradna zgodovina priznava ta dosežek bratoma Wright. Nasprotniki trdijo, da letalo ni imelo krmilnega sistema in je uporabljalo neperspektivni parni pogon. Aderjevi privrženci pa trdijo da so prva letala bratov Wright potrebovala katapult za vzlet. Ta trditev ni resnična, je pa res da sta uporabljala katapult od leta 1904 za nekatere lete.
Leta 1990 so v École Centrale Paris izdelali repliko tega letala, da bi ga testirali, vendar je letalo na prvem poletu strmoglavilo, v nesreči pa se je poškodoval pilot, zaradi česar so nadaljnje poskuse prekinili. Z modeli tega letala so dokazali, da je letalo zmožno letenja.